# 母音大推移
元音大推移或稱母音大推移（英語：Great Vowel Shift），是英語發展史上的一次主要的語音轉變，開始於14世紀，大體完成於15世紀中期，由大都會和港口城市向鄉村的擴散一直持續到16世紀。轉變主要體現在英語長元音的變化上。
最先開始對這一現象進行研究的是丹麥語言學家奥托·叶斯柏森（Otto Jespersen），「元音大推移」的說法就是由他提出的。

## 影響
元音大推移前後長元音音值的差異已成為英語史的斷代標準，用以區分之前的中古英語和之後的近代英语和現代英語。英語中的長元音，原本與大陸（歐洲大陸）發音相似，經歷了大推移之後，兩個高位長元音轉變成複合元音（元音裂化），其餘的五個長元音開口度縮小（高化），其中的一個還伴隨有舌位的前移。
15世紀中葉以降，隨著活字印刷術在歐洲傳播，各種文字類印刷品在英國逐漸普及，英語的拼寫也隨之固定，英語的語音轉變受其影響趨於緩和。

## 詳情
下文逐條闡示主要幾類元音轉變的大致歷程。除了有很多例外，還有一些並未全部完成的情況——指轉變只發展到了中間的某一階段。一些轉變同時伴隨有正字法的改革。
- 中古英語的/aː/ (ā)首先是變成[æː]隨後高化作[ɛː]、 [eː]，繼而大部分轉變成現代英語的[eɪ]（如「make」中的「a」）。古英語的ā到了中古時期就轉變成了[ɔː] ，跟現代英語的雙元音/eɪ/沒有對映關係。
- 中古英語的/ɛː/先是高化作[eː]隨之繼續高化成現代英語的[iː]（如「beak」的元音）。在一些以复輔音開頭詞中，元音未完全高化成[iː]而是作[eɪ]（如「break」的元音）。
- 中古英語的/eː/高化作現代英語的[iː]（如「feet」的元音）。
- 中古英語的/iː/先是複化成[ɪi]，接著可能經歷了一個過渡階段的[əɪ]，最終轉化成了現代英語的 [aɪ]（如「mice」中的「i」)。
- 中古英語的/ɔː/ 首先是高化作[oː]，19世紀時又發生複化，最終轉變成了當今現代英語的[oʊ] 或[əʊ]（如「boat」的元音）。
- 中古英語的/oː/高化成現代英語的[uː]（如「boot」的元音）。
- 中古英語的/uː/大多數情況下先複化作[uʊ]，隨後是[əʊ]，最終於17世紀變成現代英語的[aʊ]（如「mouse」中的「ou」）。在雙脣輔音前轉變沒有發生，[uː]音仍然保留（如「soup」中的「ou」）。 [1]

也就是說，make 的元音本來與現代英語 father 中 a 的發音相同；feet 的元音原本讀如拉丁語的長音 e ；mice 中的 i 原本與 feet 中 ee 的現代音相同；boot 的元音原本讀如拉丁語的的長音 o ；mouse 本來與 moose 的現代音相同。
大推移在英語圈内的影響是不均勻的，在各地方言的口語和書面語中可以體現出不同程度的推移現象，比如大多數蘇格蘭人所講的口語。

### 元音大推移舌位變化示意圖
（閉）
　　　　　　　　　　　ｉ:　→[eɪ]　　　　　　　　　　（[əʊ]←） [oʊ]←　ｕ:
　　　
　　　　　　　　↑  （→[aɪ]）　　　　　　　　　　　（[aʊ]←）　↑

　　　　　　　　　　　　　ｅ:　　　　　　     　　　　　 　　　　　　　　　 ｏ:

　　　　　　　　　　　　　　↑  　　　　　　　　　　　　　　　　　　↑

　　　　　　　　　　　　　　　ε:　　　 　    　　 　 　　　 　　　　 ɔ:
　　　　　　　　　　　　　　　　　↑

　　　　　　　　　　　　　　　　　　ａ:

　　　　　　　　　　　　　　　　　　 （開）
大推移中各元音的音值轉變是同時發生的，這種現象在語言學術語中被稱作「鏈推」。簡單的講，比方說有A、B兩個音位，如果A的音值發生了轉變，以至與B的音值相同或十分接近，這將導致音位B發生相應的轉變，改變其原來的音值以保持與A區別。比如在元音大推移中，/oː/取代了/u:/的位置，/u:/就相應地轉變成了[aʊ]。

## 成因
大推移的發生，其確切的原因和它那驚人的速度一直是語言學和文化史上的未解之謎。但是有一些理論將它歸因於黑死病後英格蘭東南部大量湧入的移民：操各種方言的人群彙聚於在一起，出於交流的需要人們不得不調整各自的發音習慣，中間的調和型的發音在倫敦發展起來並逐漸成為規範繼而向各地擴散。

## 其他語言中的類似現象
與英語同語族的德語、冰島語和荷蘭語也經歷過類似元音大推移初級階段的語音轉變：長音 i 變成了  /ai/（德語）和 /ɛi/（荷蘭語）（比如德、荷、英的同源詞「冰」:Eis, ijs, ice），長音 u 變作/au/（德）和/ɶy/（荷）（比如德、荷、英的同源詞「房子」：Haus，huis, house）。這就是為甚麼德文會以「ei」來拼寫/ai/的發音，荷蘭文對應發音 /ɛi/的拼寫则是「ij」，而在其他情況下這兩種文字拼寫則更接近實際的發音。